# Club Canottieri Italiani

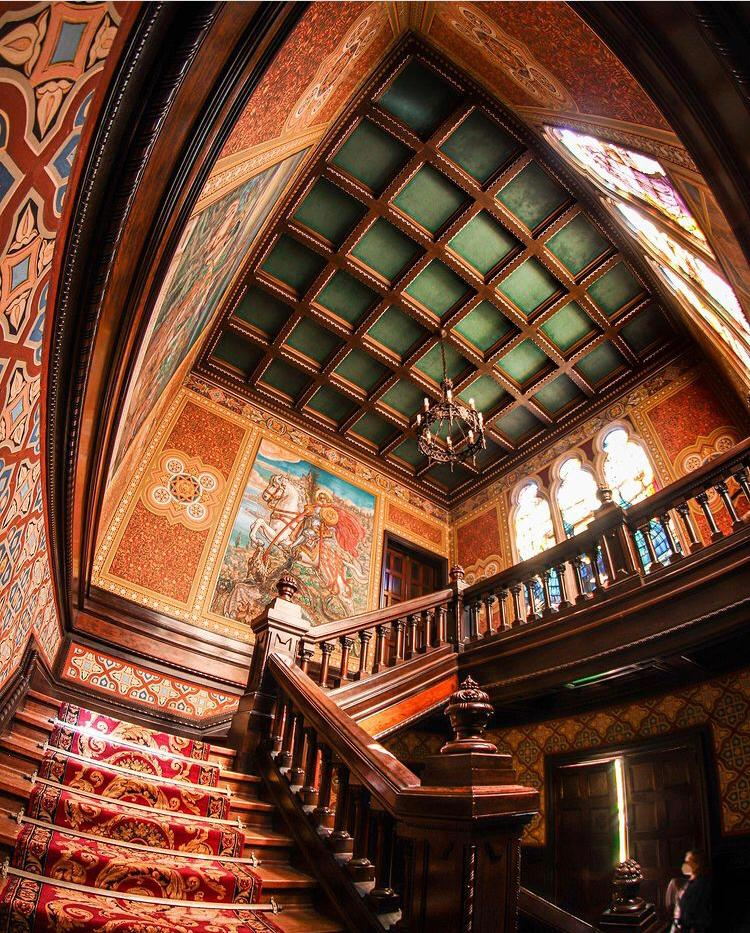
Salón de Honor del Club Canottieri Italiani

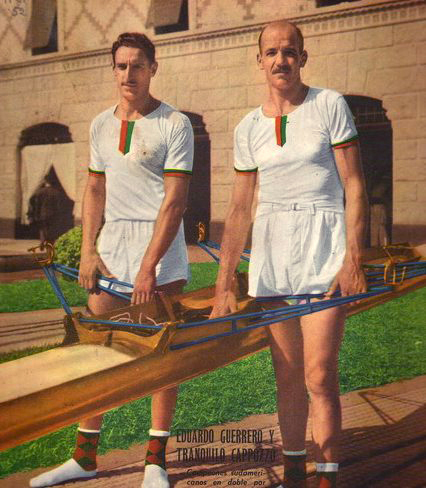
Eduardo Guerrero (izq) y Tranquilo Cappozzo, luego de ganar la medalla de oro en los Juegos Olímpicos de Helsinki 1952. Tapa de la revista El Gráfico, en el fondo el edificio del Club Canottieri Italiani.

El Club Canottieri Italiani es un club de remo, fundado en 1910 por la comunidad italiana en la Argentina, con fines deportivos y sociales, situado en la ciudad de Tigre, a metros del comienzo del Delta, en la Provincia de Buenos Aires.
Además de remo, se especializa en canotaje y cuenta también con espaciosas instalaciones para fútbol, un gimnasio, pileta de natación, cancha de pelota paleta y un quincho para eventos con capacidad para 200 personas.

## Historia
En 1904, Luis Amadeo Saboya, el entonces duque de los Abruzzos, realizó una visita a la Argentina, invitado por el entonces presidente Julio Argentino Roca. Entre los numerosos eventos realizados para su agasajo, se encontraba la realización de una regata en su honor en el Tigre. Allí, el príncipe notó la ausencia de remeros de la colectividad italiana, es decir, de su querida patria. Fue así que en el discurso de agradecimiento a las autoridades, invitó a la numerosa comunidad italiana en el país a organizarse para tener un club que los representase en el Tigre, compitiendo con los colores de la bandera tricolor.
Al poco tiempo se fundó el Club Canottieri Italiani. El 1° de enero de 1910 la institución quedó formalmente constituida y al cabo de tres meses ya contaba con nada más y nada menos que 780 socios, siendo un grupo de jóvenes italianos los fundadores quienes, luego de un intenso trabajo logístico a través de la prensa italiana en el país, y con el apoyo de entidades de connacionales, juntaron adhesiones y fondos para encarar la fundación de un club de remo de la comunidad italiana.
Menos de un año transcurrió desde su fundación para que el 18 de diciembre de 1910 se habilitara la primera sede social con una pintoresca construcción en la que, además de realizar reuniones sociales, se guardaban los botes y contaba con un espacio para el descanso de los remeros en entrenamiento.
El 29 de marzo de 1911 tuvo lugar la inauguración oficial de la sede, izándose las banderas de ambas naciones: Argentina e Italia. Posteriormente se adquirió una propiedad lindante a los terrenos del club denominada “Quinta Vivanco” la cual funciona, en la actualidad, como restaurante y es propiedad del club.
El imponente edificio principal que observamos en la actualidad, se inauguró el 19 de noviembre de 1921 y contó con la asistencia de autoridades nacionales y socios del club. Este edificio, proyectado por el arquitecto italiano Gaetano Moretti, pertenece al estilo gótico veneciano, estilo en los que se inspiró el mencionado arquitecto por las similitudes entre la ciudad de Venecia y nuestro Delta del Tigre.
Gaetano Moretti fue un renombrado arquitecto italiano, quien diseñó varias estructuras monumentales como el Palacio Legislativo de la República Oriental del Uruguay y el mástil de los Italianos en Buenos Aires. Además, diseñó un monumento en la Plaza de Mayo, que nunca se llegó a construir. El edificio del Club Canottieri Italiani fue su última obra en las orillas rioplatenses.

### Su edificio
Es el único ejemplo de un palacio de estilo veneciano en toda Sudamérica.
En sus interiores, sus destacados vitrales y murales representan, entre otras escenas, las imágenes relacionadas con la navegación en el imperio romano y de la ciudad de Venecia, así como dos frescos impresionantes, uno de San Jorge contra el Dragón y otro sobre el trabajo de Américo Vespucio para confeccionar el primer mapa del continente americano, ambos en perfecto estado de conservación y que son visitados todos los fin de semanas por gran cantidad de público.

### Últimos años
Con una sede social con fachadas inspiradas en los estilos venecianos y bizantinos de la época medieval, el club cuenta actualmente con 1200 socios aproximadamente.

## Actividad deportiva

### Remo de competición
El remo de competencia se ha desarrollado desde el origen del club acumulando gran cantidad de triunfos. Testigo de ello son los trofeos y copas que se hallan en las vitrinas así como los nombres de socios que, integrando equipos nacionales, representaron a la institución en Juegos Olímpicos, Campeonatos Panamericanos, Sudamericanos y Mundiales.
El mayor logro alcanzado ha sido la medalla de oro olímpica ganada por la dupla Tranquilo Capozzo (socio del club) - Eduardo Guerrero (perteneciente al Club de Regatas La Marina) en los Juegos Olímpicos de Helsinki 1952. Esto hace que el Club Canottieri Italiani sea el único de Tigre que luce los anillos olímpicos en su fachada. Entre 1952 y 2004, Capozzo y Guerrero fueron los únicos campeones olímpicos que tuvo Argentina. 
La temporada para la práctica del remo de competición comienza la segunda quincena de marzo en Tigre y concluye la segunda quincena de noviembre en el mismo lugar con el Campeonato Argentino.

### Remo de travesía
El remo de travesía se practica con los tradicionales botes de paseo de madera pero también participan los de fibra. No hay límite de edad para hacerlo. El club cuenta con participación de socios de todas las edades que utilizan toda la variedad de botes con los que cuenta la institución.
Sólo basta con tener algo de tiempo para disfrutar de este completísimo deporte, en el cual se combinan la técnica, la resistencia y un poco de aventura, ya que las distancias y los lugares a recorrer son infinitos dentro del delta del Tigre.
El club cuenta con un numeroso grupo de entusiastas remeros de esta disciplina. Muchos de ellos participan del Campeonato Anual, que tiene previstas diez regatas entre marzo y noviembre, de acuerdo con el calendario de la competencia. Siete de estas son en doble par con timonel y tres en par y timonel. Durante la competencia van alternando entre remero y timonel.
El Club Canottieri Italiani es el responsable de la organización de las más desafiante de las travesías del calendario, la ya famosa regata Zárate - Tigre (la más larga del mundo), donde los participantes salen desde Zárate y finalizan su recorrido en el club.

### Remo de paseo
El club cuenta también con una gran variedad de botes a absoluta disposición de los socios para realizar salidas de paseo por el inmenso delta del Tigre.

## Deportistas profesionales
Los tenistas profesionales Pablo Albano y Gisela Dulko comenzaron a jugar al tenis en el Club Canottieri Italiani.

## Sedes
- La primera sede social y deportiva era una casona llamada el chalet.

- Tiempo después, se adquirió una mansión lindera (propiedad de la familia Vivanco)[10] que hizo las veces de sede social del club.

- En el año 1921 el chalet fue demolido y se instaló un nuevo edificio deportivo, actual sede en Mitre 74, Tigre. Esta obra, de puro estilo veneciano, fue construida por el arquitecto Cayetano Morestti.

## Instalaciones
El club posee un quincho, con capacidad para 200 personas para poder hacer asados.
El club cuenta adicionalmente con el restaurante Vivanco abierto al público dentro del predio del club.

### Instalaciones deportivas
El club se especializa en el remo, como muchos de los clubes de la zona, por lo que posee un gran galpón donde se guardan los botes.
Además cuenta con instalaciones para desarrollar los siguientes deportes:
- Fútbol (2 canchas, una de las cuales es cubierta)
- Gimnasia (1 gimnasio)
- Natación (1 piscina climatizada)
- Paddle (2 canchas)
- Ping-pong
- Canotaje (Botes de paseo, simuladores, Escuela, Competición)
- Remo (Botes de paseo, pileta de remo, Escuela y Competición)
- Tenis (3 canchas)
- Paleta frontón
- Pileta (solo en verano)